# Guldbaggen för bästa ljuddesign
Guldbaggen för bästa ljuddesign har delats ut sedan den 47:e galan, Guldbaggegalan 2012. Den benämndes under de två första åren som Bästa ljud och senare som Bästa ljud/ljuddesign. Det nuvarande namnet har varit det gällande sedan den 57:e upplagan, vilken gick av stapeln i januari 2022.
Priset föregicks av Guldbaggen för särskilda insatser, som slopades inför 2012 års gala i och med införandet av sammanlagt sju nya kategorier.

## Vinnare och nominerade
Vinnare presenteras överst i fetstil och gul färg, och övriga nominerade för samma år följer under. Året avser det år som filmerna hade premiär i Sverige, varpå de tilldelades priset på galan därefter.

### Tidiga pristagare
De första att guldbaggeprisas för sin arbete med ljudbehandling inom film var Studio Lagnö – bestående av Per Carleson, Christer Furubrand, Peter Holthausen och Wille Peterson-Berger – som fick Guldbaggejuryns specialpris för sin verksamhet 1985.
För åren 2000 till 2010 delades Guldbaggen för bästa prestation (t.o.m. 2006) och Guldbaggen för särskilda insatser (fr.o.m. 2007), ut till filmarbetare i yrken som saknade egna kategorier, inklusive ljudarbetare. Ljudarbetare som prisades under dessa år inkluderar Jan Alvermark (2000), Gábor Pasztor (2001), Bo Persson & Stefan Ljungberg (2003), Lasse Liljeholm & Eddie Axberg (2004) samt Per Sundström, Jonas Jansson & Patrik Strömdahl (2008).

### 2010-talet
| År          | Film                               | Ljudtekniker                                      |
| ----------- | ---------------------------------- | ------------------------------------------------- |
| 2011 (47:e) | Apflickorna                        | Andreas Franck                                    |
| 2011 (47:e) | Försvunnen                         | Per Hallberg och Daniel Saxlid                    |
| 2011 (47:e) | Simon och ekarna                   | Jason Luke                                        |
| 2012 (48:e) | Call Girl                          | Petter Fladeby och Per Nyström                    |
| 2012 (48:e) | Searching for Sugar Man            | Malik Bendjelloul och Per Nyström                 |
| 2012 (48:e) | Snabba cash II                     | Jonas Jansson                                     |
| 2013 (49:e) | Känn ingen sorg                    | Mattias Eklund                                    |
| 2013 (49:e) | Monica Z                           | Hans Møller                                       |
| 2013 (49:e) | Snabba cash – Livet deluxe         | Petter Fladeby, Andreas Franck och Jens Johansson |
| 2014 (50:e) | The Quiet Roar                     | Andreas Franck                                    |
| 2014 (50:e) | Gentlemen                          | Hugo Ekornes och Per Nyström                      |
| 2014 (50:e) | Turist                             | Andreas Franck, Erlend Hogstad och Gisle Tveito   |
| 2015 (51:a) | Jönssonligan – Den perfekta stöten | Andreas Franck                                    |
| 2015 (51:a) | Det vita folket                    | Andreas Franck                                    |
| 2015 (51:a) | She's Wild Again Tonight           | Patrik Strömdahl och Jan Alvermark                |
| 2016 (52:a) | Yarden                             | Patrik Strömdahl                                  |
| 2016 (52:a) | Ester Blenda                       | Jan Alvermark                                     |
| 2016 (52:a) | Golden Girl                        | Peter Adolfsson och Henric Andersson              |
| 2017 (53:e) | The Nile Hilton Incident           | Fredrik Jonsäter                                  |
| 2017 (53:e) | Korparna                           | Mattias Eklund                                    |
| 2017 (53:e) | Silvana – väck mig när ni vaknat   | Mira Falk och Brian Dyrby                         |
| 2018 (54:e) | Gräns                              | Christian Holm                                    |
| 2018 (54:e) | Den blomstertid nu kommer          | Crazy Pictures                                    |
| 2018 (54:e) | Jimmie                             | Jonas Jansson                                     |
| 2019 (55:e) | 438 dagar                          | Andreas Franck och Fredrik Dalenfjäll             |
| 2019 (55:e) | Jag kommer hem igen till jul       | Christian Holm och Niklas Skarp                   |
| 2019 (55:e) | Josefin & Florin                   | Claes Lundberg                                    |

### 2020-talet
| År          | Film                                                        | Ljudtekniker                                                           |
| ----------- | ----------------------------------------------------------- | ---------------------------------------------------------------------- |
| 2020 (56:e) | Andra sidan                                                 | Fredrik Lantz                                                          |
| 2020 (56:e) | The Average Color of the Universe                           | Jens Johansson                                                         |
| 2020 (56:e) | Se upp för Jönssonligan                                     | Fredrik Jonsäter                                                       |
| 2021 (57:e) | Clara Sola                                                  | Erick Vargas Williams, Valène Leroy, Charles De Ville och Aline Gavroy |
| 2021 (57:e) | Knackningar                                                 | Thomas Jæger                                                           |
| 2021 (57:e) | Världens vackraste pojke                                    | Brian Dyrby och Kristoffer Salting                                     |
| 2022 (58:e) | All of Our Heartbeats Are Connected Through Exploding Stars | Ted Krotkiewski                                                        |
| 2022 (58:e) | Historjá – Stygn för Sápmi                                  | Johan Johnson                                                          |
| 2022 (58:e) | Jag är Zlatan                                               | Fredrik Jonsäter                                                       |
| 2023 (59:e) | Syndabocken                                                 | Andreas Franck                                                         |
| 2023 (59:e) | Forever                                                     | Jonathan Dakers                                                        |
| 2023 (59:e) | Hammarskjöld                                                | Hans Møller                                                            |
| 2024 (60:e) | Passage                                                     | Anne Gry Friis Kristensen och Sigrid DPA Jensen                        |
| 2024 (60:e) | Så länge hjärtat slår                                       | Calle Buddee Roos                                                      |
| 2024 (60:e) | Düsseldorf, Skåne                                           | Mathias Schlegel                                                       |